# Жолобик
Жолобо́к (пол. Żłobek) — село у Бещадському повіті Підкарпатського воєводства Республіки Польща. Колишнє бойківське село, у рамках договору обміну територіями 1951 року все українське населення насильно виселено. Населення — 164 особи (2011).

## Історія села
У 1772—1918 роках село перебувало у складі Австро-Угорської імперії, у провінції Королівство Галичини та Володимирії. У 1895 році село належало до Ліського повіту, у ньому налічувалось 37 будинків і 230 мешканців (211 греко-католиків, 3 римо-католики, 16 юдеїв).
У 1919—1939 роках — у складі Польщі. Село належало до Ліського повіту Львівського воєводства, у 1934—1939 роках входило до складу ґміни Чорна. На 1 січня 1939 року в селі мешкало 380 осіб, з них 370 українців та 10 євреїв.
У 1940—1951 роках село належало до Нижньо-Устрицького району Дрогобицької області.
В межах договору обміну територіями 1951 року все українське населення насильно виселене до Донецької області.
У 1975—1998 роках село належало до Кросненського воєводства.

## Демографія
Демографічна структура станом на 31 березня 2011 року:
|          | Загалом | Допрацездатний вік | Працездатний вік | Постпрацездатний вік |
| -------- | ------- | ------------------ | ---------------- | -------------------- |
| Чоловіки | 83      | 30                 | 49               | 4                    |
| Жінки    | 81      | 19                 | 55               | 7                    |
| Разом    | 164     | 49                 | 104              | 11                   |

## Церква
У 1830 році збудована дерев'яна церква Різдва Пресвятої Богородиці, була філіальною церквою парафії Чорна Затварницького (з 1924 р. — Лютовиського) деканату Перемишльської єпархії УГКЦ. Після виселення українців використовували як склад місцевого лісгоспу, з 1979 року — як костел. В музеї замку в Ланьцуті зберігаються процесійні хоругви (фанви) XIX століття з церкви.